# 横濱ベイサイドライン

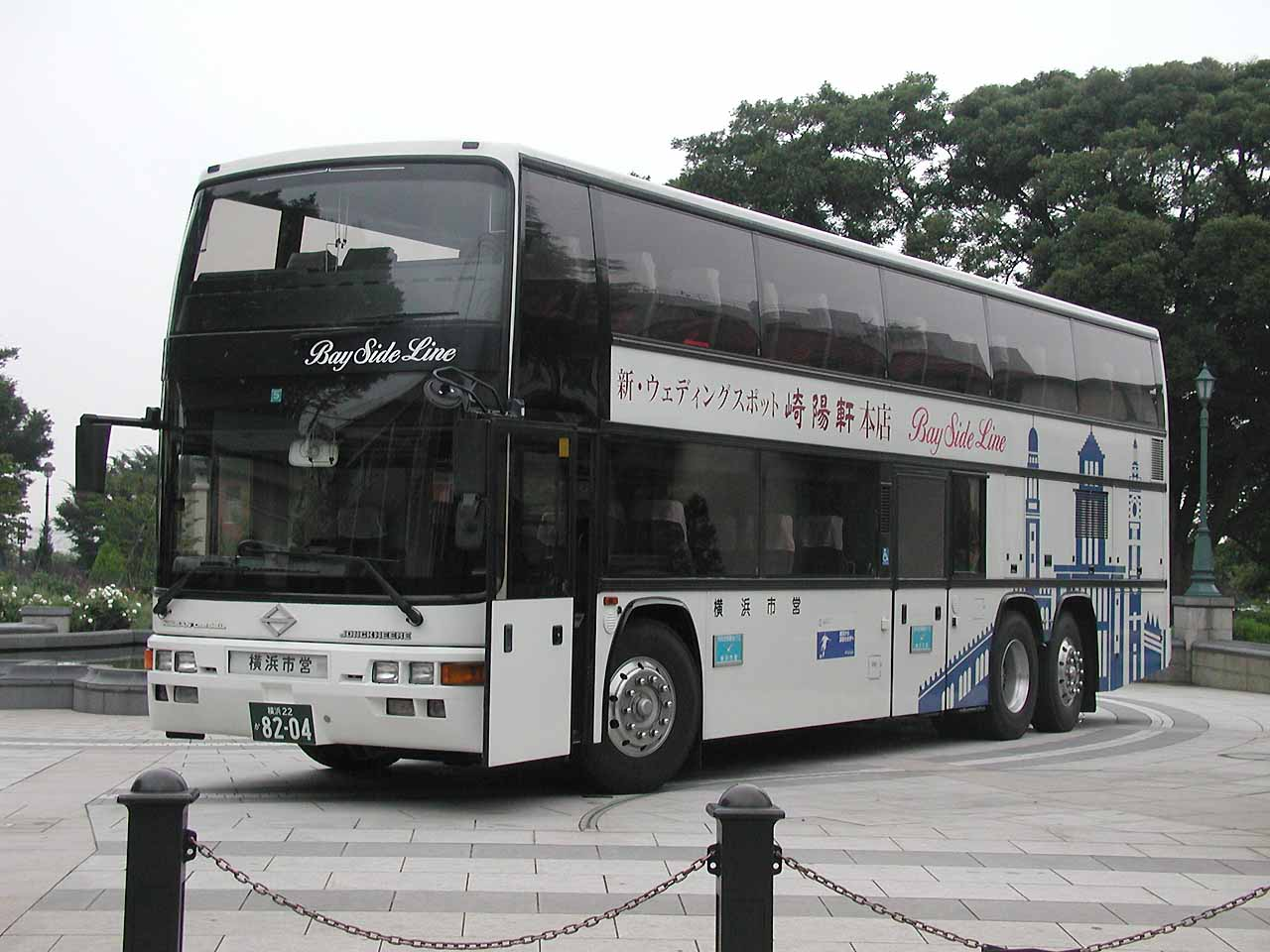
横濱ベイサイドラインの2階建バス
2代目車両 (3-4003)
ヨンケーレ・モナコ
U-RG620VBN 1994年式
ブルーラインからの転用車
港の見える丘公園にて

横濱ベイサイドライン（よこはまベイサイドライン）は、横浜市交通局（横浜市営バス）が2016年9月まで運行していた定期観光バスである。横浜市営バス保土ケ谷営業所が担当していた。
本項では、横浜市営交通における市内遊覧バスの歴史についても記述する。また、横濱ベイサイドラインの前身となった市内遊覧バス「みなとヨコハマ2階建バス ブルーライン」についても述べる。いずれも2階建バスが使用されていたが、すでに除籍されている。

## 歴史

### 市内遊覧バスの始まり
横浜市の定期観光バス事業開始は、横浜市電気局時代の1935年（昭和10年）に遡る。関東大震災の瓦礫埋立のため造成された山下公園で、この年の3月26日から5月24日まで復興記念横浜大博覧会が開催された。
横浜市電気局はこれを契機に、同年12月23日から、横浜駅・桜木町駅から伊勢山皇大神宮、野毛山公園、横浜競馬場、杉田梅林など15カ所を周遊する市内遊覧バスの運行を開始した。戦前に運行していた市内遊覧バスは、現在の浅間町営業所が担当していた。
1937年10月19日より日中戦争によるガソリン不足のためより運行休止。戦後の1946年5月31日、横浜市電気局は横浜市交通局へ改称した。
横浜市交通局は、1953年1月1日に市内遊覧バスの運行を再開した。

### ブルーライン

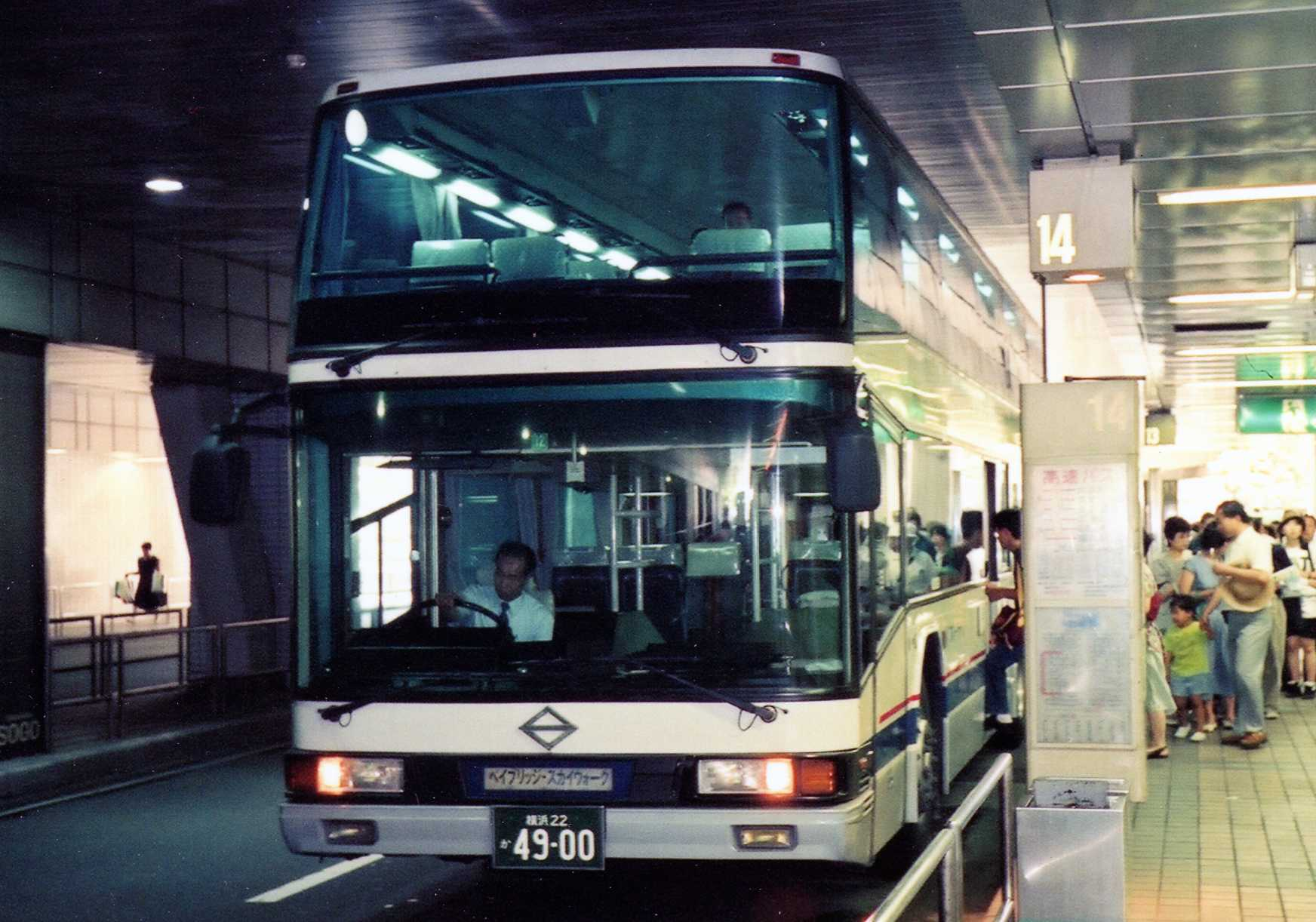
ブルーラインの2階建バス
初代車両
日産ディーゼル・スペースドリーム
GA66T 1984年式
1993年頃、横浜駅東口バスターミナルにて

1984年4月1日より「みなとヨコハマ2階建バス ブルーライン」の名称で市内定期遊覧バスの運行を開始。運行開始に先立ち、同年3月に横浜スタジアム前で2階建バスお披露目式が開催された。こちらは滝頭営業所が担当していた。
これは関内駅から馬車道・大さん橋・山下公園・横浜中華街・港の見える丘公園など、横浜中心部の観光名所を巡回するもので、のちの「あかいくつ」と同様に道路上の停留所で乗降扱いを行う路線バスであった。
専用乗車券は200円で、乗車券の提示で横浜マリンタワー、氷川丸、横浜開港資料館、横浜人形の家で入場料割引が受けられた。

運行開始にあたり、専用車両として国産初の2階建バスである日産ディーゼル・スペースドリームの試作車（GA66T）が3台（3-4001～4003）導入された。横浜市経済局が車両を購入し、交通局（横浜市営バス）が運行していた。スペースドリームの導入例としては日本初となり、また複数台導入したのも横浜市のみである。
1984年の運行開始時の経路は以下のとおり。関内駅を起終点とし、港の見える丘公園で折り返していた。
- 関内駅 → 大さん橋 → 中華街入口 → 元町入口 → 港の見える丘公園 → 山下ふ頭入口 → 大さん橋 → 馬車道 → 関内駅

1989年（平成元年）には、横浜博覧会 (YES'89) の開催に合わせ、会場のみなとみらい21地区に近い桜木町駅が起点となった。
さらに、1990年には横浜駅東口が起点となり、横浜ベイブリッジ（横浜スカイウォーク）で折り返すようになった。1990年時点の運行経路は以下のとおり。高速道路（首都高速横羽線・湾岸線）経由で横浜駅東口とスカイウォークを結ぶ直行便もあった。
- 横浜駅東口 → 桜木町駅 → 中華街入口 → 港の見える丘公園 → 元町入口 → スカイウォーク前 → マイカル本牧 → 大さん橋 → 馬車道 → 桜木町駅 → 横浜駅東口

運行開始後10年が経過したため、1994年には専用車両が2代目の2階建バス、ヨンケーレ・モナコ（U-RG620VBN）に置き換えられ、3台が新製配置された（3-4001～4003 ）。61人乗りのサブエンジン式冷房車でABSを装備していた。
1996年3月31日、路線再編により廃止。横濱ベイサイドラインに引き継がれた。
なお、2008年に路線愛称が導入された「横浜市営地下鉄ブルーライン」との直接の関係はない。

### 横濱ベイサイドライン

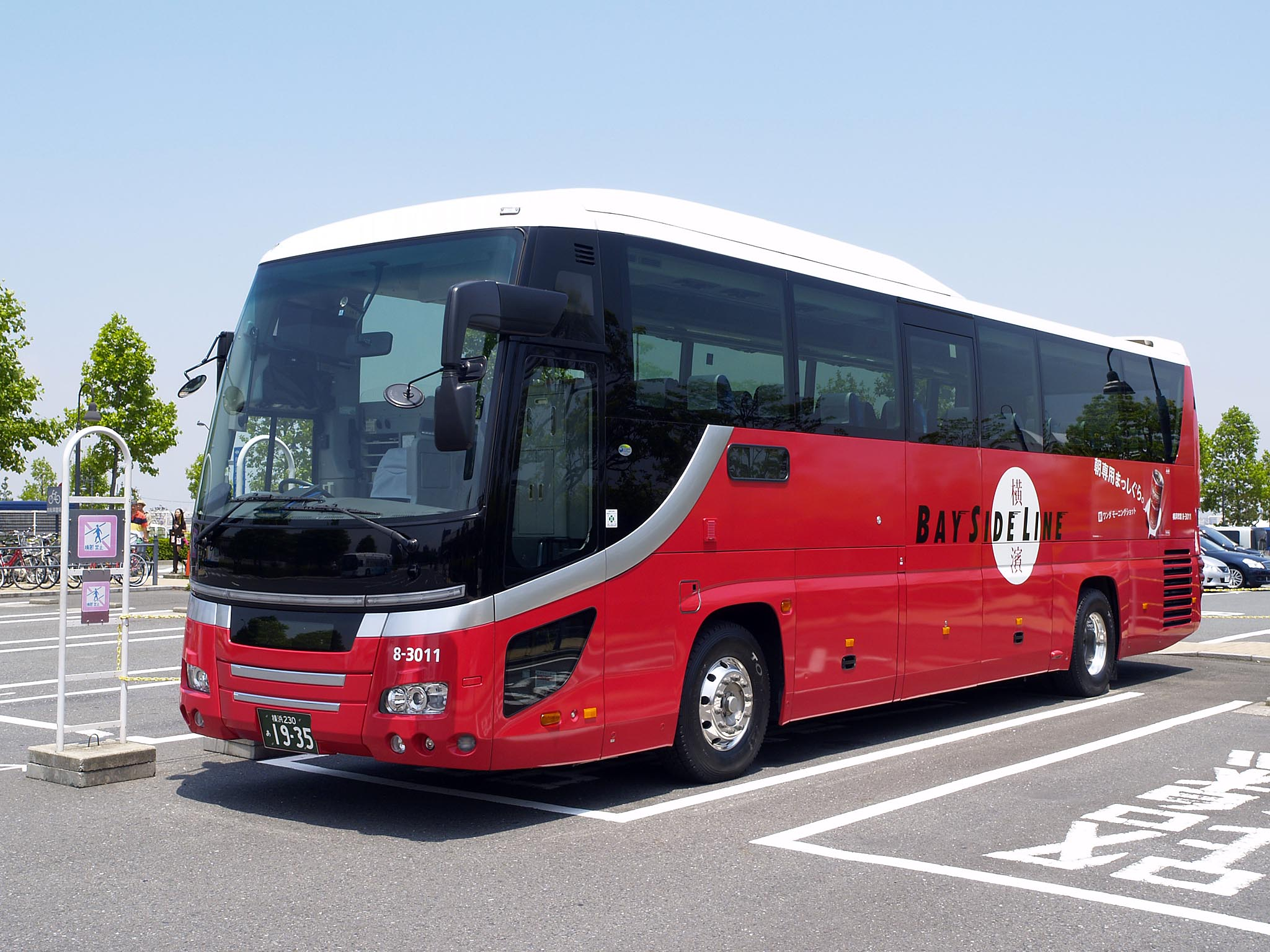
横濱ベイサイドライン専用車（新塗装）
3代目車両 (8-3011)
日野・セレガSHD 2008年式、リフトバス
横浜赤レンガ倉庫前にて

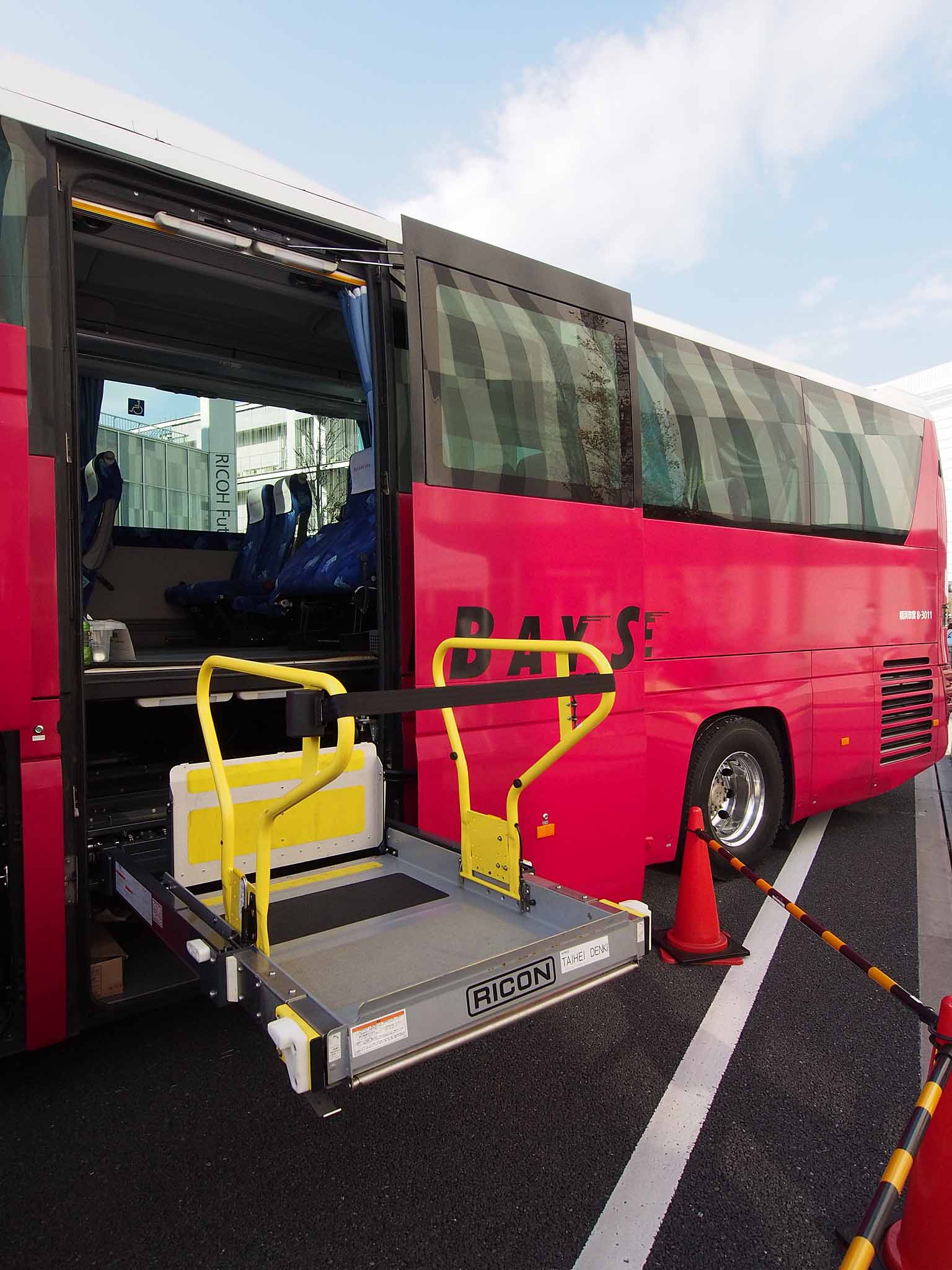
8-3011号車の車椅子用リフト
神奈川県バス協会「バス利用感謝デー2018」にて

1996年5月1日、愛称を「横濱ベイサイドライン」（濱は旧字体表記）に変更。それまでの路線バスから、乗降地とコースが決められた定期観光バスとしてリニューアルし運行開始。午前コース・午後コース・夜コースの3コースがあり、「バスコンパニオン」と呼ばれたバスガイドも添乗していた。
専用車両は「ブルーライン」で使用されていた2階建バスのヨンケーレ・モナコ3台を転用。担当は滝頭営業所から保土ケ谷営業所へ移管され、専用車両も同時に転属した。書類上の系統番号は151系統であった。
しかし、2005年に運行開始した周遊バス「あかいくつ」に押され、利用者が低迷した。
2008年12月には、新車として日野・セレガ（座席数49、補助席11、PKG-RU1ESAA、スーパーハイデッカー、車椅子リフト装備車）を導入し、車体の塗装を赤色に変更。同時にコースをリニューアル。1日コース「横濱ストーリー」、午前コース「ノスタルジック横濱」、平日午後コース「横濱シーサイド・アフタヌーン」、土休日午後コース「横濱アフタヌーン・クルーズ」の4種類とした。
2009年の「開国博Y150」会期中は、桜木町駅発の短時間コース「横濱クイック・ビューイング」や博覧会を組み合わせた特別コースが設定された。
2013年度には上向きに転じ、土休日限定の1日コース「とことん横濱」を新設、午前・午後コースをそれぞれ「まるごと早まわり」「開港ものがたり」にリニューアルした。しかし2014年度の年間利用者は約1万3千人で、10年前に比べ3割ほど減少し、乗客ゼロの日もあった。
2015年3月末をもって、予備車として1台残っていたヨンケーレ・モナコが除籍となり、これを記念して同年3月末にバスツアーが開催された。
2016年9月30日をもって横濱ベイサイドラインの運行を終了。これに代えて「あかいくつ」の増便と「ぶらり野毛山動物園BUS」（既存の89系統。毎日運行）、「ぶらり三溪園BUS」「ぶらり赤レンガBUS」（土休日運行）を開設した。横濱ベイサイドライン用の車両は、今後は貸切バスとして使用される。同年10月29日には、横浜市交通局のイベントで横濱ベイサイドラインが復活運行された。

#### ヨンケーレ・モナコ 車両ギャラリー

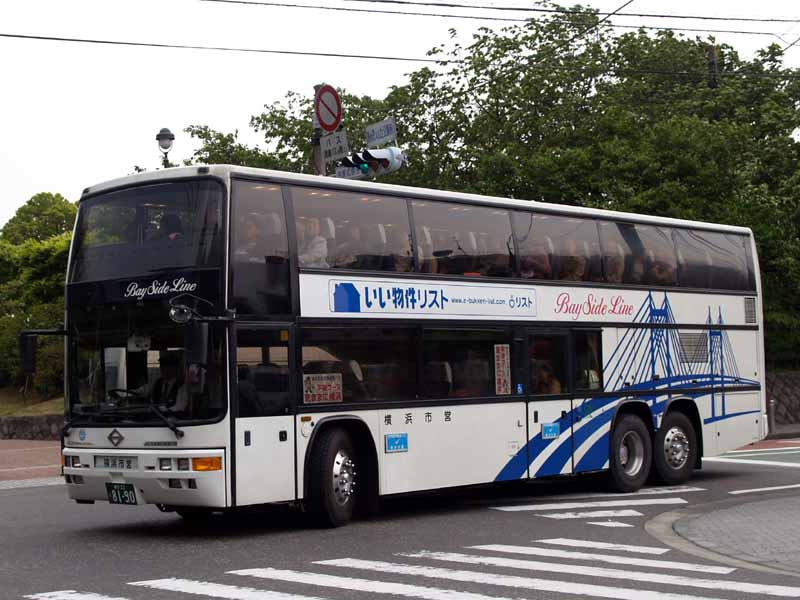
3-4001号車 港の見える丘公園付近にて
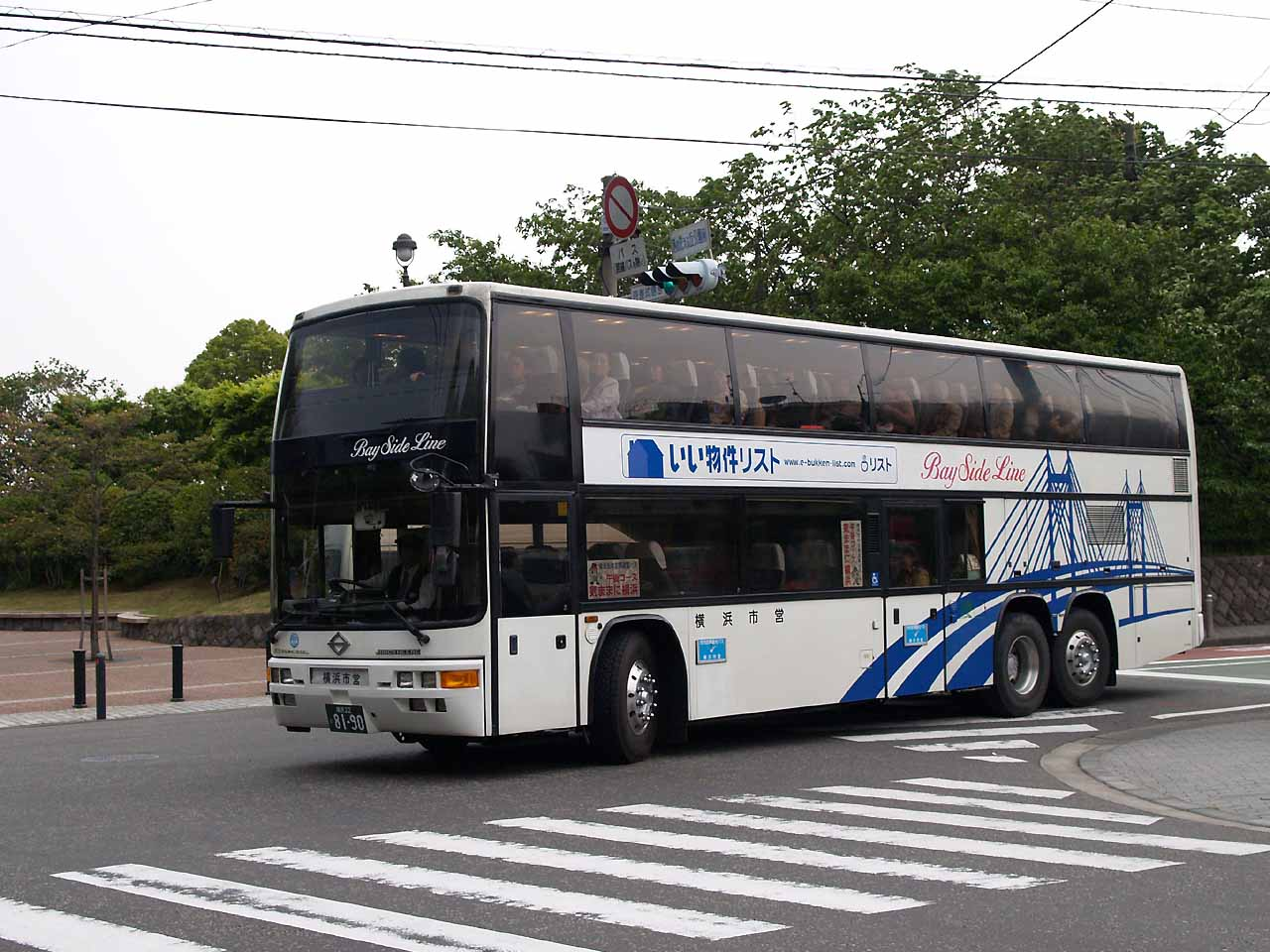
3-4001号車 港の見える丘公園付近にて
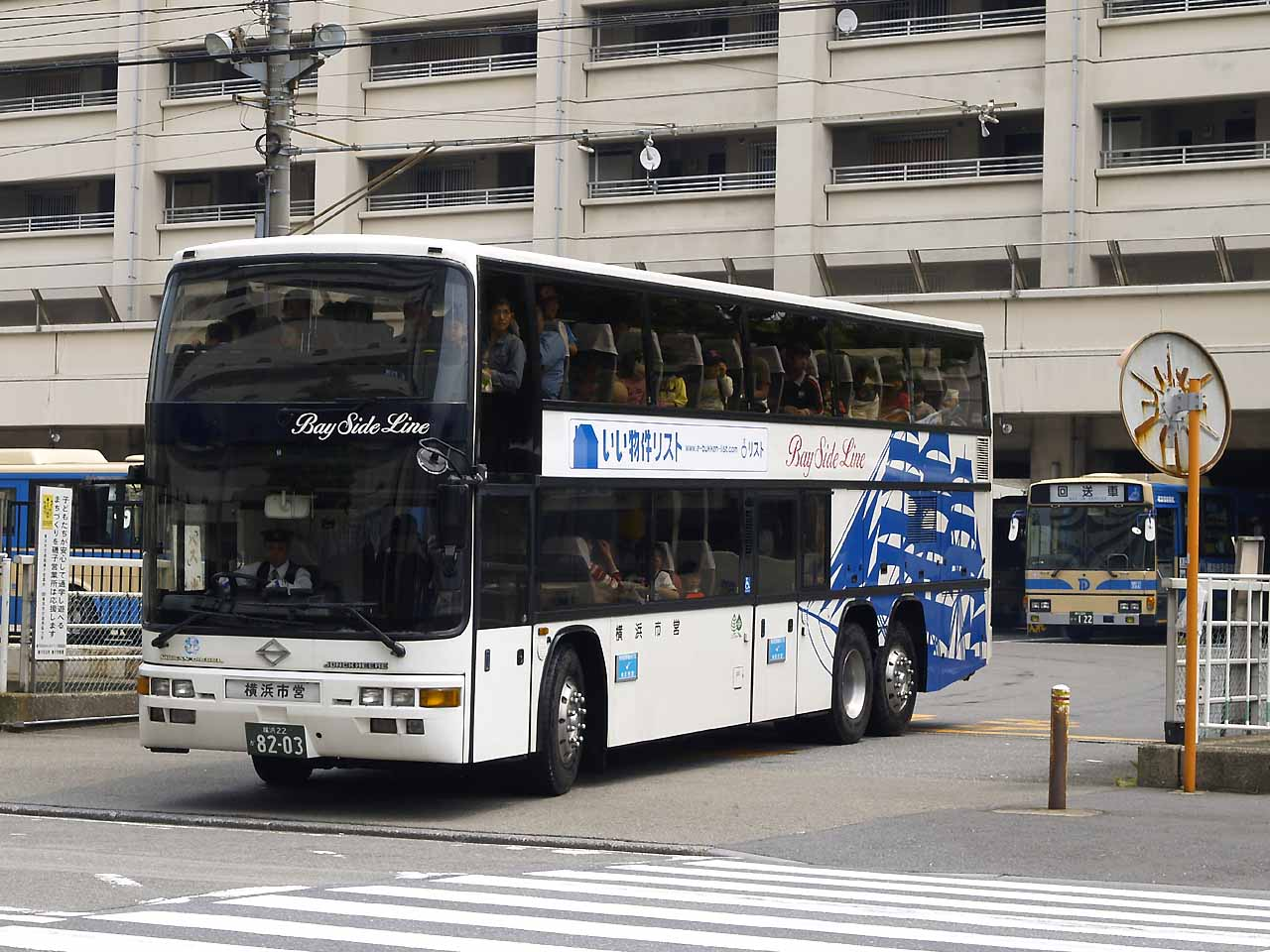
3-4002号車 磯子営業所にて イベント時に撮影
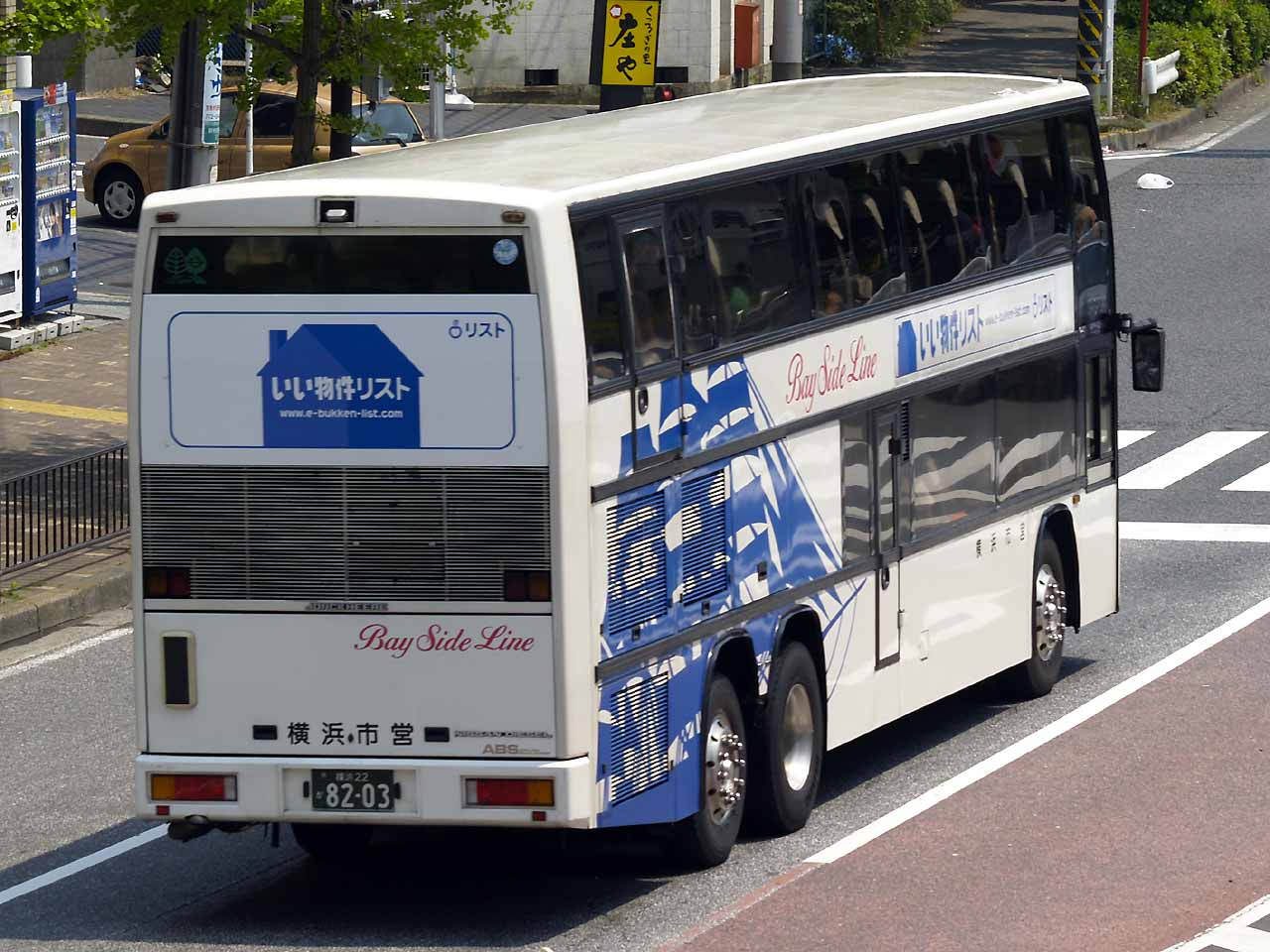
3-4002号車 リアスタイル 新杉田駅付近にて
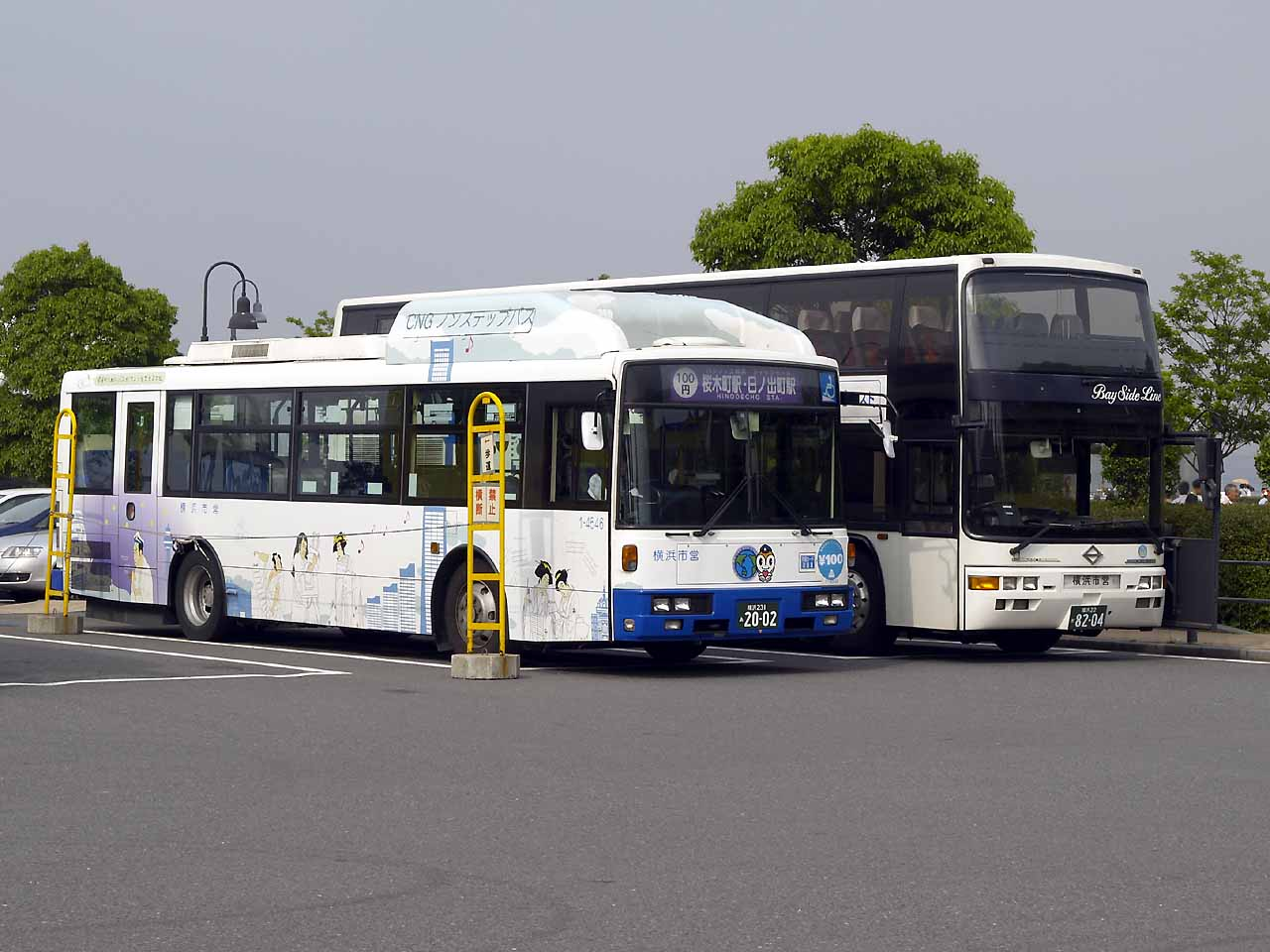
3-4002号車 100円バスとの並び 横浜赤レンガ倉庫前にて

## 見学コース
2016年9月の廃止時点では、下記の3コースが運行されていた。
いずれも横浜駅東口バスターミナル発着（「横濱夜景」はスカイガーデンで解散）。「まるごと早まわり」はみなとみらい・関内地区の指定ホテルで乗車可能。「開港ものがたり」は横浜駅到着後、関内地区の指定ホテルまたは横浜中華街へ送ってもらうことができる。○印は下車見学。
- 午前コース「まるごと早まわり」[17]
  - ○横浜ランドマークタワー展望台「スカイガーデン」
  - 赤レンガ倉庫
  - 横浜三塔
  - ○港の見える丘公園
  - 横浜ベイブリッジ（首都高速湾岸線の新山下出入口 - 本牧JCT - 大黒PA往復）
  - 横浜人形の家・横浜マリンタワー・山下公園・氷川丸
  - ○大さん橋国際客船ターミナル
  - ○横浜中華街（オプションで、同發別館での昼食）
  - 横浜みなとみらい21地区
- 午後コース「開港ものがたり」[18]
  - 横浜ベイブリッジ（首都高速横浜駅東口出入口 - 本牧JCT - 大黒PA - 本牧ふ頭出入口）
  - ○三渓園
  - 山手西洋館・横浜外国人墓地
  - ○横浜マリンタワー
  - 開港記念広場
  - ○赤レンガ倉庫
  - 横浜みなとみらい21地区
- 夜景コース(土曜日限定)「横濱夜景」[19]
  - 瑞穂ふ頭～コットンハーバー地区
  - 日本丸・ドックヤードガーデン・コスモクロック21
  - 赤レンガ倉庫
  - ○横浜三塔
  - 横浜ベイブリッジ（首都高速湾岸線の新山下出入口 - 本牧JCT - 大黒PA往復）
  - ○大さん橋国際客船ターミナル
  - ○横浜ランドマークタワー展望台「スカイガーデン」（現地解散）